# Jeûne de Guedalia
Le jeûne de Guedalia (hébreu : צום גדליה Tzom Guedalya) est, dans le judaïsme rabbinique, l’un des quatre jeûnes institués par les prophètes.
Correspondant selon la tradition rabbinique au « jeûne du septième mois » évoqué dans le Livre de Zacharie, il commémore l’assassinat du gouverneur de Judée, survenu dans les suites de la destruction de Jérusalem par Nabuchodonosor II.
Observé par un jeûne depuis l'aube au crépuscule sans autre restriction d’activité, il se tient le 3 ou le 4 tishri, au cours des dix jours de pénitence.

## Le jeûne de Guedalia dans les sources juives

### Dans la Bible hébraïque
Guedalya ben Ahikam (en) descend de dignitaires au service du roi Josias. Après la destruction du premier Temple et la déportation de l’élite judéenne à Babylone, il est nommé par Nabuchodonosor II à la tête de ce pays décapité.
Sous sa gouvernance, le prophète Jérémie est libéré et le pays recommence quelque peu à prospérer. Cependant, au « septième mois », Yishma'el ben Netanya, de lignée royale, se rend avec dix hommes dans les quartiers de Guedalia à Mitzpa. Celui-ci, averti par Yohanan ben Kareah que le roi d'Ammon a excité Yishma'el contre lui, refuse d’y prêter foi. Cependant, Yishma'el et ses hommes le frappent à mort ainsi que les Judéens et Chaldéens qui l’entourent. La province de Judée connaît alors un exode massif de sa population vers l’Égypte, par crainte de représailles babyloniennes.

### Dans la littérature rabbinique
Selon les Sages, le « jeûne du septième mois » évoqué par Zacharie commémore cet assassinat politique. Il a lieu au troisième jour du mois de tishri, septième mois selon le calendrier en vigueur dans la Bible, et aurait pour but d’enseigner que la mort des justes a, en termes de malheurs, le même poids que l’incendie du Temple de Jérusalem.
Cet enseignement talmudique est repris par Moïse Maïmonide. David Kimhi suggère cependant que le meurtre eut lieu le 1er tishri et que le jeûne fut reporté au lendemain de Roch Hachana car il est interdit de jeûner lors d’un jour férié.

## Observance du jeûne de Guedalia dans le judaïsme rabbinique
Le jeûne de Guedalia est, comme les autres jeûnes publics mineurs, observé de la pointe de l’aube au coucher du soleil et il est permis de manger pendant la nuit qui précède. 
Il doit être observé par les mariés dans la semaine qui suit leur mariage mais les femmes enceintes ou allaitantes et les malades en sont dispensés.
Ce jeûne a, comme Yom Kippour, pour but d'inciter au repentir mais, à la différence de ce dernier et, théoriquement, du 10 tevet, il doit être repoussé au dimanche suivant s’il coïncide avec un chabbat, ce qui se produit lorsque le premier jour de Roch Hachana a lieu jeudi.
Comme lors des autres jeûnes publics (à l’exception de Yom Kippour), la bénédiction Anenou (« réponds-nous ») est intercalée dans les prières du matin et de l'après-midi. Elle est incluse dans la bénédiction shomea tefilla lors de la prière individuelle et récitée séparément par l’officiant au cours de la répétition de la prière.
Le jeûne ayant lieu lors des dix jours de pénitence, des passages spécifiques à ceux-ci (dont le psaume 130) sont lus. La prière du Tahanoun inclut des selihot (poèmes liturgiques implorant le pardon divin) spécifiques au jour. L’Avinou Malkenou est lu tant du fait du jeûne que des dix jours de pénitence. Trois hommes sont appelés pour la lecture de la Torah dans la parasha (section de lecture) vayehal Moshe (Exode 32:11-14 & 34:1-10), dans laquelle Moïse intercède en faveur de son peuple après la faute du Veau d'or.
Lors de l'office de l'après-midi, les rites ashkénaze, sfard, géorgien et italien font suivre cette lecture de la haftara (section de lecture dans les Livres prophétiques) Darshou Hashem (Isaïe 55:7 - 56:8).

## Observance du jeûne du septième mois dans le karaïsme
Les Karaïtes, membres d'un courant juif minoritaire rejetant l'autorité de la Torah orale, contestent les enseignements rabbiniques. Pour eux, Zacharie fait référence au jeûne du 24 tishri mentionné dans Néhémie 9:1, lequel visait à expier collectivement les unions aux concubines étrangères.